# 1D-нанореактор
1D-нанореактор (англ. nano-reactor, 1D) — разновидность нанореактора, размер которого в двух измерениях не превышает 100 нм, а в третьем — существенно больше.

## Описание

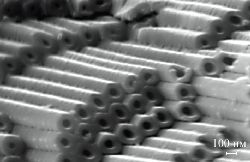
Скол плёнки пористого диоксида титана, синтезированного методом анодного окисления металлического титана. Может использоваться в качестве нанореактора для получения нановолокон различных металлов методом электроосаждения, осаждения из газовой фазы и т. д.

Одномерные нанореакторы, обеспечивающие диффузию реагирующих компонентов лишь вдоль одного из направлений, активно используются при получении протяжённых нанообъектов — наностержней и нановолокон.
В качестве твердофазных одномерных нанореакторов могут быть использованы углеродные нанотрубки, пористый кремний, цеолиты типа MFI, мезопористые молекулярные сита и пористые структуры на основе оксида алюминия и титана, полученные методом анодирования.